# Phare de West Point (Canada)
Le phare de West Point (en anglais : West Point Lighthouse) est un phare actif  qui est situé à West Point, dans le Comté de Prince (Province de l'Île-du-Prince-Édouard), au Canada.
Ce phare est géré par la Garde côtière canadienne .

## Histoire
Le phare de West Point est connu comme le premier des phares de la deuxième génération à l’Île-du-Prince-Édouard. Ce fut le premier phare à être construit par le nouveau ministère de la Marine (appelé également ministère de la Marine et des Pêches). West Point a été la première des tours pyramidales à base carrée, et la plus élevée. La tour, à l'origine, était accolée à une maison de gardien et portait quatre bandes horizontales rouges. En 1915, les bandes ont été repeintes en noir. Le phare a été électrifié en 1963 et automatisée la même année. La maison d'habitation et les bâtiments annexes ont été démolies l'année suivante.
Depuis la station a été rétablie avec la reconstruction des bâtiments annexes qui sont des logements de nuit, un restaurant et un petit musée. L'ensemble fait partie du Cedar Dunes Provincial Park (en). Il est ouvert au public.

## Description
Le phare est une tour pyramidale effilée blanche, à claire-voie, en bois de 20 m de haut, avec galerie et lanterne carrée rouge. Son feu isophase émet, à une hauteur focale de 21 m, un long éclat blanc toutes les 6 secondes. Sa portée nominale est de 12 milles nautiques (environ 22 km).
Identifiant : ARLHS : CAN-524 - Amirauté : H-1062 - NGA : 8360 - CCG : 1029 .

## Caractéristique duFeu maritime
Fréquence : 12 secondes (W)
- Lumière : 6 secondes
- Obscurité : 6 secondes

|            |
| La lumière |

### Lien connexe
- Liste des phares de l'Île-du-Prince-Édouard